# Geert Willems
Geert Willems (Gent, 1961) is een Vlaams acteur en theaterregisseur.
Willems studeerde in 1984 af aan Drama Gent na een opleiding dramatische kunst. Hij is een actief lid van het in 2007 opgericht theatergezelschap DEEZillusie. Hij schreef onder meer het stuk Doodgepest met Paul Ooghe en hemzelf over pesten en zelfdoding.Het stuk reisde sindsdien langs vele Vlaamse scholen en telt vandaag anno 2017 méér dan 400 opvoeringen.. Daarvoor speelde hij bij verschillende gezelschappen zoals Arca, NTG, en gedurende zes jaar vast verbonden aan het Speeltheater van Eva Bal. Willems organiseerde ook workshops improvisatie bij de Vlaamse Improvisatieliga, aan het ICVA te Gent, later Wisper alsook bij Leftbanq Antwerpen. Sinds 30 jaar ontleent hij zijn stem ook aan radio-en tv-reclame alsook animatiefilms voor televisie en of bioscoop.
Daarnaast had hij rollen en gastrollen in heel wat televisieseries, waaronder een seizoenlange rol bij Familie.
De grote bekendheid kwam er tussen 1994 - 1996 toen hij vast onderdeel werd van de spelerskern met o.a. ook Tom Lenaerts, Michiel De Vlieger ea. van het  improvisatieprogramma "Onvoorziene Omstandigheden" op Brt ( Vrt nu) gepresenteerd door Mark Uytterhoeven.
Geert Willems komt uit een theatergezin. Vader Bert Willems was 22 jaar lang voorzitter van het NTGent. Zijn oudere broers Steven, Dirk en Mark Willems zijn actief in het theater.

## Filmografie
- De dans van de reiger (1977) – Jonge Edward
- Postbus X (1989) – Bruno
- Ketnet Fictie Jeugdjournaal
- Jungleboek (1992) – Krokje de Krokodil
- Niet voor publikatie (1994) – Marcel
- Wittekerke (1995) – Leverancier
- Heterdaad (1997) – Arnold Sommeville
- Mester hij begint weer
- Flikken (1999) – Van Sandt
- W817 (2003) – Assistent
- Zone Stad (2008) – Dokter
- David (2009) – Social Services Officer
- Lili & Marleen (2010)
- Ella (2010) – Schoolinspecteur
- De Kotmadam (2001-2011) – Karel / Politieagent
- Wolven 2012 Dokter
- Aspe (2007-2013) – René Coppens / Ship Captain Filip / Patrick Justard
- Thuis (2013) – Rudy Voordeckers
- Familie (1999-2000, 2018) – Herwig Verleyen